# 4551 Кокран
4551 Кокран (4551 Cochran) — астероїд головного поясу, відкритий 28 червня 1979 року.
Тіссеранів параметр щодо Юпітера — 3,430.